# Aorist
În morfologia verbului, aoristul este o formă temporală prezentă în unele limbi.

## În limbi clasice
În limbile sanscrită, greacă veche, slavă veche etc., aoristul este o formă temporală folosită pentru succesiuni de acțiuni, mai ales în texte literare. Exprimă asemenea acțiuni trecute sau funcții aspectuale, în special caracterul momentan al acțiunii, adică lipsa durativității ori a repetării ei, lipsa oricărei referiri la prezent. De exemplu, în greaca veche, aoristul este în principal un timp trecut al modului indicativ, dar exprimă sensuri aspectuale și la alte moduri,. În afara unei acțiuni momentane din trecut, poate exprima și începutul unei acțiuni (aorist ingresiv sau incoativ) sau sfârșitul unei acțiuni (aorist rezultativ), dar poate avea și caracter general, universal și atemporal (aorist gnomic). Aoristul se exprimă prin desinențe specifice de număr și persoană.

## În limbi moderne
Gramaticile unori limbi moderne păstrează denumirea de aorist pentru o formă verbală asemănătoare ca valori cu cea din limbile clasice. Este, de exemplu, cazul limbii bulgare, în care este un timp trecut simplu, ce exprimă caracterul săvârșit, adică aspectul perfectiv la trecut.
Are corespondent exact în limbile din diasistemul slav de centru-sud (bosniacă, croată, muntenegreană și sârbă, pe scurt BCMS), cu această denumire în gramaticile lor. Exprimă în general acțiuni terminate în trecut, de aceea forma de aorist o pot avea de regulă verbele perfective. Este un timp tipic pentru narațiunea literară: sr  – Dobar dan, – reče nepoznati – skide šešir i predstavi se „– Bună ziua, – zise necunoscutul – își scoase pălăria și se prezentă”. În limba vorbită, valoarea temporală și aspectuală a aoristului o are timpul numit perfekt al verbelor perfective, dar aoristul se mai întâlnește în cazuri rare, mai ales cu valoare afectivă, și pentru exprimarea unor sentimente relativ puternice (Šta uradi, čoveče! „Ce-ai făcut/Ce făcuși, omule!”), dar uneori și fără această valoare: Upravo ga sretoh „Tocmai m-am întâlnit cu el”. Și mai rar, exprimă o acțiune viitoare iminentă: sr  Odoh ja „Am plecat”. Aoristul gnomic este prezent în unele proverbe: hr  Tko se dima ne nadimi, taj se vatre ne nagrija literal „Cine nu se lasă deranjat de fum, acela nu se încălzește la foc”.
Aoristul are corespondent și în alte limbi, fără această denumire în gramaticile lor, dar cu valori asemănătoare. Este vorba, bunăoară, de timpul perfect, numit și preterit, din limba latină și de descendenții acestuia din limbile romanice, precum perfectul simplu în franceză sau în română.